# Кетросу (Васлуј)
Кетросу (рум. Chetrosu) насеље је у Румунији у округу Васлуј у општини Гергешти. Oпштина се налази на надморској висини од 269 m.

## Становништво
Према подацима из 2002. године у насељу је живело 484 становника, од којих су сви румунске националности.